# Thao túng tiền tệ
Thao túng tiền tệ là một quyết định áp đặt của chính quyền Hoa Kỳ nói chung và Bộ Ngân khố Hoa Kỳ nói riêng, cho những quốc gia có liên quan đến các “hoạt động tiền tệ không công bằng” nhằm trục lợi thương mại. Các hoạt động này có thể được gọi là can thiệp tiền tệ hoặc chính sách tiền tệ khi mà ngân hàng trung ương mua hoặc bán đồng ngoại tệ để đổi lấy đồng nội tệ với mục đích làm thay đổi giá trị tỷ giá hối đoái và chính sách thương mại. Các nhà hoạch định chính sách có thể có những lý do khác nhau để can thiệp tiền tệ, như là điều khiển được sự lạm phát, duy trì khả năng cạnh tranh quốc tế, hoặc ổn định tài chính. Thông thường, ngân hàng trung ương sẽ làm giảm giá trị của đồng nội tệ để gia tăng xuất khẩu và tăng giá thành của các mặt hàng nhập khẩu từ khoảng 30 đến 40%, hoạt động này còn được gọi là bảo hộ mậu dịch. Việc xác định một quốc gia có thao túng tiền tệ hay không là không dễ dàng, phương pháp nới lỏng định lượng được xem xét là một hình thức của thao túng tiền tệ.
Theo Đạo luật Cạnh tranh và Thương mại Omnibus năm 1988, Bộ trưởng Ngân khố Hoa Kỳ có nhiệm vụ "phân tích thường xuyên hàng năm chính sách tỷ giá hối đoái của nước ngoài … và xem xét các nước này có thao túng tỷ giá hối đoái giữa đồng tiền của họ và đồng đô la Mỹ cho mục đích nhằm ngăn chặn cán cân điều chỉnh thanh toán hiệu quả hoặc để đạt được lợi thế cạnh tranh không lành mạnh ở thương mại quốc tế" hay không và "Nếu Bộ trưởng đã xem xét một quốc gia là thao túng tiền tệ thì phải thỏa ba tiêu chí (1) thặng dư tài khoản vãng lai tối thiểu 3% GDP; (2) thặng dư thương mại với Mỹ ít nhất 20 tỷ USD, và (3) mua ròng ngoại tệ liên tục với tổng giá trị tối thiểu 2% GDP, Bộ trưởng Ngân khố Hoa Kỳ sẽ phải có những hoạt động đối thoại với những quốc gia này trên cơ sở cấp tốc ở Quỹ Tiền tệ Quốc tế hoặc song phương, để chắc chắn rằng các quốc gia này điều chỉnh tỷ giá hối đoái thường xuyên và kịp thời giữa tiền tệ của họ và đồng đô la Mỹ để làm cán cân điều chỉnh thanh toán hiệu quả".
Một quốc gia bị gắn mác thao túng tiền tệ có thể bị loại trừ khỏi các hợp đồng thương mại của chính phủ Hoa Kỳ.
Theo Đạo luật Tạo thuận lợi Thương mại và Thực thi Thương mại năm 2015, Bộ trưởng Ngân khố Hoa Kỳ phải xuất bản một báo cáo bán niên mà trong đó các diễn biến trong chính sách kinh tế quốc tế và tỷ giá hối đoái được xem xét. Nếu một quốc gia bị gắn mác là thao túng tiền tệ dưới đạo luật này, thì "Tổng thống Hoa Kỳ, thông qua Bộ Ngân khố, sẽ phải thực hiện các hành động khắc phục hậu quả cụ thể nhằm ngăn chặn các quốc gia này đã áp dụng các chính sách để định giá thấp tiền tệ của họ và để thặng dư thương mại bên trong Hoa Kỳ."
Khái niệm "thao túng tiền tệ" được nhiều người xem là biểu hiện đạo đức giả của Hoa Kỳ vì Hoa Kỳ có đặc quyền và đô la Mỹ là đồng tiền dự trữ chính của cả thế giới, phương tiện thanh toán quan trọng trong thương mại quốc tế. Bên cạnh đó, việc can thiệp sâu sắc của Cục Dự trữ Liên bang kể từ cuộc khủng hoảng kinh tế năm 2008, như là việc nới lỏng định lượng và các biện pháp can thiệp ở thị trường REPO (thỏa thuận mua lại), cũng được dễ dàng xem là gian lận tiền tệ.

## Các quốc gia bị gắn mác dưới Đạo luật 1988
Kể từ khi Đạo luật 1988 được ban hành, Hoa Kỳ đã gắn mác những quốc gia sau đây là thao túng tiền tệ: Hàn Quốc vào năm 1988, Đài Loan vào năm 1988 và một lần khác và năm 1992, và Trung Quốc từ năm 1992 đến năm 1994. Ấn Độ được đưa vào danh sách xem xét vào năm 2017 vì ‘chính sách ngoại hối có vấn đề’. Có nguồn tin khẳng định rằng Ấn Độ đã tăng việc mua lại ngoại hối ba quý đầu năm 2017, mặc dù đồng rupee vẫn tăng. Việc mua lại ròng ngoại hối của Ấn Độ vào năm 2017 tổng cộng là 56 tỷ đô la Mỹ (2,2% của GDP). Vào tháng 5 năm 2019, Bộ Ngân khố Hoa Kỳ đã loại bỏ Ấn Độ và Thụy Sĩ khỏi danh sách giám sát ngoại trừ Trung Quốc, Nhật Bản, Hàn Quốc, Đức, Ý, Ireland, Singapore, Malaysia, và Việt Nam vẫn còn nằm trong danh sách. Ấn Độ được loại bỏ khỏi danh sách sau khi chỉ thỏa được một tiêu chí, cụ thể là thặng dư thương mại đối với Mỹ. Ấn Độ đã giảm được sức mua ngoại hối của mình, xuống 0,2% GDP. Một phân tích của The Economist vào năm 2017 cho thấy Thụy Sĩ đã thao túng tiền tệ của mình hơn cả Trung Quốc kể từ năm 2009 và Đài Loan, Hàn Quốc cũng đã làm như thế kể từ năm 2014.
Vào tháng 8 năm 2019, dưới sức ép của Tổng thống Donald Trump, như là một phần của chiến tranh thương mại Hoa Kỳ – Trung Quốc, Bộ Ngân khố một lần nữa gắn mác Trung Quốc là thao túng tiền tệ, việc gắn mác này không được ủng hộ bởi Quỹ Tiền tệ Quốc tế. Việc gắn mác cho Trung Quốc được thu hồi vào tháng 1 năm 2020 sau khi Trung Quốc chấp thuận ngưng giảm giá trị đồng nội tệ để làm hàng hóa rẻ hơn cho người mua nước ngoài. Hai quốc gia này sau đó đã ký kết "Hiệp định thương mại Mỹ-Trung giai đoạn 1" bao gồm một điều khoản nhằm ngăn chặn Trung Quốc khỏi thao túng tiền tệ để trục lợi thương mại.
Vào tháng 12 năm 2020, chính quyền Trump gắn mác Thụy Sĩ và Việt Nam là thao túng tiền tệ và thêm Ấn Độ, Thái Lan và Đài Loan vào danh sách giám sát. Trung Quốc, Nhật Bản, Hàn Quốc, Đức, Ý, Singapore và Malaysia cũng được thêm vào danh sách. Vào tháng 4 năm 2021, chính quyền Biden gỡ Việt Nam và Thụy Sĩ khỏi danh sách thao túng tiền tệ và chuyển vào danh sách giám sát tăng cường.
| Quốc gia   | Can thiệp ngoại hối                | Tài khoản vãng lai        | Thương mại song phương                 | Giám sát tăng cường | Danh sách giám sát |
| Quốc gia   | Mua ròng ngoại tệ (% của GDP) ≧ 2% | Thặng dư (% của GDP) ≧ 2% | Thặng dư hàng hóa (tỷ USD) ≧ 20 tỷ USD | Giám sát tăng cường | Danh sách giám sát |
| ---------- | ---------------------------------- | ------------------------- | -------------------------------------- | ------------------- | ------------------ |
| Singapore  | 28,3                               | 17,6                      | 4                                      |                     | Có                 |
| Thụy Sĩ    | 15,3                               | 3,7                       | 57                                     | Có                  |                    |
| Đài Loan   | 5,8                                | 14,1                      | 30                                     | Có                  |                    |
| Ấn Độ      | 5,0                                | 1,3                       | 24                                     |                     | Có                 |
| Việt Nam   | 4,4                                | 3,7                       | 70                                     | Có                  |                    |
| Thái Lan   | 1.9                                | 3,2                       | 26                                     |                     | Có                 |
| Trung Quốc | -0,1 — 1,2                         | 1,9                       | 311                                    |                     | Có                 |
| Malaysia   | 0,6                                | 4,4                       | 32                                     |                     | Có                 |
| Hàn Quốc   | 0,3                                | 4,6                       | 25                                     |                     | Có                 |
| Nhật Bản   | 0,0                                | 3,3                       | 55                                     |                     | Có                 |
| Mexico     | -0,2                               | 2,4                       | 113                                    |                     | Có                 |
| Đức        | -                                  | 6,9                       | 57                                     |                     | Có                 |
| Ireland    | -                                  | 4,8                       | 56                                     |                     | Có                 |
| Ý          | -                                  | 3,7                       | 30                                     |                     | Có                 |

## Phản ứng
Vào năm 2020, trong lúc đại dịch COVID-19 đã làm trầm trọng thêm thâm hụt thương mại của Hoa Kỳ với một số quốc gia, bao gồm cả Thụy Sĩ và Việt Nam. Ngân hàng Trung ương Thụy Sĩ đã tiếp tục các hoạt động can thiệp tiền tệ để ngăn chặn dòng tiền nước ngoài trong thời kỳ khủng hoảng kinh tế, còn Ngân hàng Nhà nước Việt Nam cho rằng việc quản lý tỷ giá hối đoái "là một cách để kiềm chế lạm phát, đảm bảo ổn định kinh tế vĩ mô và không tạo ra lợi thế thương mại không công bằng". Đối với việc này, một quan chức ngân khố cấp cao của Hoa Kỳ cho biết nước này dự sẽ “giải quyết vấn đề” với Việt Nam và Thụy Sĩ trong một năm tới. Ông nói chính quyền Biden chưa đề cập tới và họ có thể sẽ "không liên quan đến điều này." Robin Winkler, một nhà chiến lược tiền tệ tại Deutsche Bank, khẳng định chính quyền Biden sẽ ít khả năng áp đặt lệnh trừng phạt kinh tế hơn các chính quyền trước đây.